# Ginō-shō
Le ginō-shō (技能賞, lit. « prix de la technique ») est l'un des trois sanshō que peut recevoir un lutteur sumo durant un tournoi. Il récompense la technique. Un lutteur ayant fini avec une majorité de victoires et ayant utilisé des techniques (kimarite) variées et/ou rares pour remporter ses combats peut prétendre au ginō-shō.
Depuis 1947, 112 lutteurs différents ont remporté au moins un ginō-shō, le record étant détenu par le lutteur Tsurugamine, qui remporta 10 ginō-shō entre janvier 1956 et septembre 1966.
| Honbasho          | Rang          | Lutteur       | Nbe |
| ----------------- | ------------- | ------------- | --- |
| Aki Basho 1947    | Maegashira 2  | Masuiyama     | 1er |
| Natsu Basho 1948  | Maegashira 7  | Wakasegawa    | 1er |
| Aki Basho 1948    | Maegashira 1  | Kamikaze      | 1er |
| Haru Basho 1949   | Maegashira 3  | Tochinishiki  | 1er |
| Natsu Basho 1949  | Maegashira 6  | Itsutsuumi    | 1er |
| Aki Basho 1949    | Maegashira 7  | Tochinishiki  | 2e  |
| Haru Basho 1950   | Komusubi      | Tochinishiki  | 3e  |
| Natsu Basho 1950  | Maegashira 14 | Tsunenoyama   | 1er |
| Aki Basho 1950    | Maegashira 3  | Tochinishiki  | 4e  |
| Haru Basho 1951   | Maegashira 14 | Sakuranishiki | 1er |
| Natsu Basho 1951  | Komusubi      | Tochinishiki  | 5e  |
| Aki Basho 1951    | Sekiwake      | Tochinishiki  | 6e  |
| Haru Basho 1952   | Sekiwake      | Tochinishiki  | 7e  |
| Natsu Basho 1952  | Sekiwake      | Tochinishiki  | 8e  |
| Aki Basho 1952    | Sekiwake      | Tochinishiki  | 9e  |
| Hatsu Basho 1953  | Maegashira 13 | Tsunenoyama   | 2e  |
| Haru Basho 1953   | Maegashira 5  | Narutoumi     | 1er |
| Natsu Basho 1953  | Maegashira 9  | Kitanonada    | 1er |
| Aki Basho 1953    | Maegashira 17 | Naruyama      | 1er |
| Hatsu Basho 1954  | Maegashira 6  | Shinobuyama   | 1er |
| Haru Basho 1954   | Maegashira 6  | Watasegawa    | 2e  |
| Natsu Basho 1954  | Maegashira 10 | Kitanonada    | 2e  |
| Aki Basho 1954    | Maegashira 4  | Shinobuyama   | 2e  |
| Hatsu Basho 1955  | Komusubi      | Shinobuyama   | 3e  |
| Haru Basho 1955   | Maegashira 5  | Kotogahama    | 1er |
| Natsu Basho 1955  | Komusubi      | Shinobuyama   | 4e  |
| Aki Basho 1955    | Sekiwake      | Wakanohana    | 1er |
| Hatsu Basho 1956  | Maegashira 10 | Tsurugarime   | 1er |
| Haru Basho 1956   | Komusubi      | Tsurugarime   | 2e  |
| Natsu Basho 1956  | Komusubi      | Kotogahama    | 2e  |
| Aki Basho 1956    | Maegashira 1  | Wakahaguro    | 1er |
| Hatsu Basho 1957  | Maegashira 8  | Naruyama      | 2e  |
| Haru Basho 1957   | Maegashira 11 | Kitanonada    | 3e  |
| Natsu Basho 1957  | Komusubi      | Kotogahama    | 3e  |
| Aki Basho 1957    | Sekiwake      | Kotogahama    | 4e  |
| Kyûshû Basho 1957 |               | non attribué  |     |
| Hatsu Basho 1958  | Maegashira 1  | Kitanonada    | 4e  |
| Haru Basho 1958   | Sekiwake      | Kotogahama    | 5e  |
| Natsu Basho 1958  | Komusubi      | Shinobuyama   | 5e  |
| Nagoya Basho 1958 | Maegashira 5  | Naruyama      | 3e  |
| Aki Basho 1958    | Sekiwake      | Shinobuyama   | 6e  |
| Kyûshû Basho 1958 | Maegashira 6  | Wakasegawa    | 3e  |
| Hatsu Basho 1959  | Komusubi      | Wakamaeda     | 1er |
| Haru Basho 1959   | Maegashira 13 | Kashiwado     | 1er |
| Natsu Basho 1959  | Maegashira 1  | Fusanishiki   | 1er |
| Nagoya Basho 1959 | Maegashira 3  | Tsurugamine   | 3e  |
| Aki Basho 1959    | Sekiwake      | Wakahaguro    | 2e  |
| Kyûshû Basho 1959 | Maegashira 2  | Wakanoumi     | 1er |
| Hatsu Basho 1960  | Komusubi      | Kashiwado     | 2e  |
| Haru Basho 1960   | Maegashira 1  | Kitanonada    | 5e  |
| Natsu Basho 1960  | Sekiwake      | Kashiwado     | 3e  |
| Nagoya Basho 1960 | Sekiwake      | Kashiwado     | 4e  |
| Aki Basho 1960    | Sekiwake      | Taihō         | 1er |
| Kyûshû Basho 1960 | Maegashira 8  | Tochinoumi    | 1er |
| Hatsu Basho 1961  | Maegashira 3  | Tsurugamine   | 4e  |
| Haru Basho 1961   | Komusubi      | Fusanishiki   | 2e  |
| Natsu Basho 1961  | Maegashira 5  | Tochinoumi    | 2e  |
| Nagoya Basho 1961 | Komusubi      | Tochinoumi    | 3e  |
| Aki Basho 1961    |               | non attribué  |     |
| Kyûshû Basho 1961 | Sekiwake      | Tochinoumi    | 4e  |
| Hatsu Basho 1962  | Sekiwake      | Tochinoumi    | 5e  |
| Haru Basho 1962   | Sekiwake      | Sadanoyama    | 1er |
| Natsu Basho 1962  | Sekiwake      | Tochinoumi    | 6e  |
| Nagoya Basho 1962 | Maegashira 7  | Tsurugamine   | 5e  |
| Aki Basho 1962    |               | non attribué  |     |
| Kyûshû Basho 1962 | Sekiwake      | Oginohana     | 1er |
| Hatsu Basho 1963  | Maegashira 8  | Kainohama     | 1er |
| Haru Basho 1963   | Maegashira 6  | Tsurugamine   | 6e  |
| Natsu Basho 1963  | Maegashira 1  | Tsurugamine   | 7e  |
| Nagoya Basho 1963 |               | non attribué  |     |
| Aki Basho 1963    |               | non attribué  |     |
| Kyûshû Basho 1963 | Maegashira 6  | Kainohama     | 2e  |
| Hatsu Basho 1964  | Maegashira 13 | Kiyokuni      | 1er |
| Haru Basho 1964   | Maegashira 9  | Tsurugamine   | 8e  |
| Natsu Basho 1964  | Maegashira 5  | Kitanofuji    | 1er |
| Nagoya Basho 1964 | Maegashira 9  | Fujinishiki   | 1er |
| Aki Basho 1964    | Maegashira 6  | Maedagawa     | 1er |
| Kyûshû Basho 1964 | Maegashira 1  | Kitanofuji    | 2e  |
| Hatsu Basho 1965  | Maegashira 1  | Kiyokuni      | 2e  |
| Haru Basho 1965   | Komusubi      | Kiyokuni      | 3e  |
| Natsu Basho 1965  |               | non attribué  |     |
| Nagoya Basho 1965 |               | non attribué  |     |
| Aki Basho 1965    | Maegashira 2  | Hasegawa      | 1er |
| Kyûshû Basho 1965 | Maegashira 7  | Tsurugamine   | 9e  |
| Hatsu Basho 1966  | Maegashira 11 | Kainohama     | 3e  |
| Haru Basho 1966   | Maegashira 2  | Asasegawa     | 1er |
| Natsu Basho 1966  | Sekiwake      | Kitanofuji    | 3e  |
| Nagoya Basho 1966 | Maegashira 11 | Tsurugamine   | 10e |
| Aki Basho 1966    | Maegashira 4  | Kirinji       | 1er |
| Kyûshû Basho 1966 | Maegashira 4  | Kotetsuyama   | 1er |
| Hatsu Basho 1967  | Maegashira 4  | Toyokuni      | 1er |
| Haru Basho 1967   | Maegashira 4  | Fujinokawa    | 1er |
| Natsu Basho 1967  | Komusubi      | Kirinji       | 2e  |
| Nagoya Basho 1967 | Maegashira 6  | Wakanami      | 1er |
| Aki Basho 1967    |               | non attribué  |     |
| Kyûshû Basho 1967 |               | non attribué  |     |
| Hatsu Basho 1968  |               | non attribué  |     |
| Haru Basho 1968   | Maegashira 8  | Wakanami      | 2e  |
| Natsu Basho 1968  | Maegashira 2  | Tochiazuma    | 1er |
| Nagoya Basho 1968 | Maegashira 5  | Mutsuarashi   | 1er |
| Aki Basho 1968    | Maegashira 3  | Tochiazuma    | 2e  |
| Kyûshû Basho 1968 | Maegashira 7  | Futagodake    | 1er |
| Hatsu Basho 1969  | Maegashira 2  | Fujinokawa    | 2e  |
| Haru Basho 1969   | Komusubi      | Fujinokawa    | 3e  |
| Natsu Basho 1969  | Sekiwake      | Kiyokuni      | 4e  |
| Nagoya Basho 1969 | Maegashira 5  | Fujinokawa    | 4e  |
| Aki Basho 1969    | Maegashira 2  | Tochiazuma    | 3e  |
| Kyûshû Basho 1969 | Komusubi      | Tochiazuma    | 4e  |
| Hatsu Basho 1970  | Komusubi      | Tochiazuma    | 5e  |
| Haru Basho 1970   | Maegashira 4  | Nishikinada   | 1er |
| Natsu Basho 1970  | Maegashira 6  | Daiju         | 1er |
| Nagoya Basho 1970 | Sekiwake      | Daikirin      | 3e  |
| Aki Basho 1970    | Sekiwake      | Daikirin      | 4e  |
| Kyûshû Basho 1970 |               | non attribué  |     |
| Hatsu Basho 1971  | Maegashira 5  | Daiju         | 2e  |
| Haru Basho 1971   | Maegashira 5  | Takanohana    | 1er |
| Natsu Basho 1971  | Sekiwake      | Daiju         | 3e  |
| Nagoya Basho 1971 | Maegashira 5  | Kurohimeyama  | 1er |
| Aki Basho 1971    | Sekiwake      | Takanohana    | 2e  |
| Kyûshû Basho 1971 | Komusubi      | Mienoumi      | 1er |
| Hatsu Basho 1972  | Maegashira 5  | Tochiazuma    | 6e  |
| Haru Basho 1972   | Maegashira 7  | Kaiketsu      | 1er |
| Natsu Basho 1972  | Komusubi      | Takanohana    | 3e  |
| Nagoya Basho 1972 | Sekiwake      | Takanohana    | 4e  |
| Aki Basho 1972    | Maegashira 3  | Asahikuni     | 1er |
| Kyûshû Basho 1972 | Maegashira 4  | Masuiyama     | 1er |
| Hatsu Basho 1973  | Maegashira 1  | Daiju         | 4e  |
| Haru Basho 1973   | Komusubi      | Mienoumi      | 2e  |
| Natsu Basho 1973  | Sekiwake      | Daiju         | 5e  |
| Nagoya Basho 1973 | Sekiwake      | Daiju         | 6e  |
| Aki Basho 1973    | Maegashira 11 | Onishiki      | 1er |
| Kyûshû Basho 1973 | Maegashira 2  | Fujizakura    | 1er |
| Hatsu Basho 1974  | Komusubi      | Fujizakura    | 2e  |
| Haru Basho 1974   | Maegashira 9  | Asahikuni     | 2e  |
| Natsu Basho 1974  | Maegashira 4  | Masuiyama     | 2e  |
| Nagoya Basho 1974 | Maegashira 5  | Hasegawa      | 2e  |
| Aki Basho 1974    | Maegashira 3  | Wakamisugi    | 1er |
| Kyûshû Basho 1974 | Komusubi      | Wakamisugi    | 2e  |
| Hatsu Basho 1975  | Sekiwake      | Wakamisugi    | 3e  |
| Haru Basho 1975   | Komusubi      | Kirinji       | 1er |
| Natsu Basho 1975  | Maegashira 4  | Asahikuni     | 3e  |
| Nagoya Basho 1975 | Komusubi      | Asahikuni     | 4e  |
| Aki Basho 1975    | Sekiwake      | Asahikuni     | 5e  |
| Kyûshû Basho 1975 | Sekiwake      | Mienoumi      | 3e  |
| Hatsu Basho 1976  | Maegashira 6  | Washuyama     | 1er |
| Haru Basho 1976   | Sekiwake      | Asahikuni     | 6e  |
| Natsu Basho 1976  | Sekiwake      | Washuyama     | 2e  |
| Nagoya Basho 1976 | Maegashira 4  | Kirinji       | 2e  |
| Aki Basho 1976    | Sekiwake      | Wakamisugi    | 4e  |
| Kyûshû Basho 1976 | Maegashira 4  | Washuyama     | 3e  |
| Hatsu Basho 1977  |               | non attribué  |     |
| Haru Basho 1977   | Maegashira 1  | Kitaseumi     | 1er |
| Natsu Basho 1977  | Maegashira 4  | Washuyama     | 4e  |
| Nagoya Basho 1977 | Maegashira 1  | Washuyama     | 5e  |
| Aki Basho 1977    | Sekiwake      | Arase         | 1er |
| Kyûshû Basho 1977 | Maegashira 3  | Oshio         | 1er |
| Hatsu Basho 1978  |               | non attribué  |     |
| Haru Basho 1978   | Komusubi      | Kurama        | 1er |
| Natsu Basho 1978  |               | non attribué  |     |
| Nagoya Basho 1978 |               | non attribué  |     |
| Aki Basho 1978    | Maegashira 5  | Kirinji       | 3e  |
| Kyûshû Basho 1978 | Maegashira 4  | Aobayama      | 1er |
| Hatsu Basho 1979  | Maegashira 4  | Fujizakura    | 3e  |
| Haru Basho 1979   |               | non attribué  |     |
| Natsu Basho 1979  |               | non attribué  |     |
| Nagoya Basho 1979 |               | non attribué  |     |
| Aki Basho 1979    | Komusubi      | Masuiyama     | 3e  |
| Kyûshû Basho 1979 | Sekiwake      | Masuiyama     | 4e  |
| Hatsu Basho 1980  | Sekiwake      | Masuiyama     | 5e  |
| Haru Basho 1980   | Maegashira 3  | Chiyonofuji   | 1er |
| Natsu Basho 1980  |               | non attribué  |     |
| Nagoya Basho 1980 | Maegashira 2  | Chiyonofuji   | 2e  |
| Aki Basho 1980    | Komusubi      | Chiyonofuji   | 3e  |
| Kyûshû Basho 1980 | Sekiwake      | Chiyonofuji   | 4e  |
| Hatsu Basho 1981  | Sekiwake      | Chiyonofuji   | 5e  |
| Haru Basho 1981   | Komusubi      | Ozutsu        | 1er |
| Natsu Basho 1981  | Maegashira 1  | Kurama        | 2e  |
| Nagoya Basho 1981 |               | non attribué  |     |
| Aki Basho 1981    | Sekiwake      | Kotokaze      | 1er |
| Kyûshû Basho 1981 | Maegashira 4  | Sadanoumi     | 1er |
| Hatsu Basho 1982  | Maegashira 2  | Wakashimazu   | 1er |
| Haru Basho 1982   | Sekiwake      | Dewanohana    | 1er |
| Natsu Basho 1982  | Sekiwake      | Dewanohana    | 2e  |
| Nagoya Basho 1982 | Maegashira 11 | Koboyama      | 1er |
| Aki Basho 1982    | Sekiwake      | Wakashimazu   | 2e  |
| Kyûshû Basho 1982 | Sekiwake      | Wakashimazu   | 3e  |
| Hatsu Basho 1983  | Sekiwake      | Asashio       | 1er |
| Haru Basho 1983   | Maegashira 1  | Dewanohana    | 3e  |
| Natsu Basho 1983  | Sekiwake      | Hokutenyu     | 1er |
| Nagoya Basho 1983 |               | non attribué  |     |
| Aki Basho 1983    | Maegashira 12 | Tochitsurugi  | 1er |
| Kyûshû Basho 1983 | Maegashira 7  | Koboyama      | 2e  |
| Hatsu Basho 1984  | Maegashira 6  | Dewanohana    | 4e  |
| Haru Basho 1984   | Maegashira 10 | Sakahoko      | 1er |
| Natsu Basho 1984  |               | non attribué  |     |
| Nagoya Basho 1984 | Sekiwake      | Sakahoko      | 2e  |
| Aki Basho 1984    | Maegashira 12 | Tegaryu       | 1er |
| Kyûshû Basho 1984 | Maegashira 1  | Hoshi         | 1er |
| Hatsu Basho 1985  | Komusubi      | Kitao         | 1er |
| Haru Basho 1985   | Maegashira 1  | Asahifuji     | 1er |
| Natsu Basho 1985  | Maegashira 6  | Hananoumi     | 1er |
| Nagoya Basho 1985 | Komusubi      | Hoshi         | 2e  |
|                   | Maegashira 1  | Kitao         | 2e  |
| Aki Basho 1985    | Maegashira 2  | Asahifuji     | 3e  |
| Kyûshû Basho 1985 | Sekiwake      | Hoshi         | 3e  |
| Hatsu Basho 1986  | Sekiwake      | Hoshi         | 4e  |
| Haru Basho 1986   | Sekiwake      | Hoshi         | 5e  |
|                   | Komusubi      | Konishiki     | 1er |
| Natsu Basho 1986  |               | non attribué  |     |
| Nagoya Basho 1986 | Komusubi      | Kotogaume     | 1er |
| Aki Basho 1986    | Komusubi      | Sakahoko      | 3e  |
| Kyûshû Basho 1986 | Maegashira 7  | Kirishima     | 1er |
| Hatsu Basho 1987  | Maegashira 4  | Masurao       | 1er |
| Haru Basho 1987   | Maegashira 1  | Hananoumi     | 2e  |
| Natsu Basho 1987  | Sekiwake      | Asahifuji     | 3e  |
| Nagoya Basho 1987 | Sekiwake      | Asahifuji     | 4e  |
| Aki Basho 1987    | Sekiwake      | Asahifuji     | 5e  |
| Kyûshû Basho 1987 | Maegashira 6  | Tochitsukasa  | 1er |
| Hatsu Basho 1988  |               | non attribué  |     |
| Haru Basho 1988   |               | non attribué  |     |
| Natsu Basho 1988  |               | non attribué  |     |
| Nagoya Basho 1988 |               | non attribué  |     |
| Aki Basho 1988    |               | non attribué  |     |
| Kyûshû Basho 1988 | Maegashira 6  | Kirishima     | 2e  |
| Hatsu Basho 1989  | Sekiwake      | Sakahoko      | 4e  |
| Haru Basho 1989   | Maegashira 7  | Itai          | 1er |
| Natsu Basho 1989  |               | non attribué  |     |
| Nagoya Basho 1989 | Maegashira 3  | Terao         | 1er |
| Aki Basho 1989    | Sekiwake      | Kotogaume     | 2e  |
| Kyûshû Basho 1989 | Komusubi      | Kirishima     | 3e  |
| Hatsu Basho 1990  |               | non attribué  |     |
| Haru Basho 1990   | Sekiwake      | Kirishima     | 4e  |
| Natsu Basho 1990  | Maegashira 1  | Akinoshima    | 1er |
| Nagoya Basho 1990 |               | non attribué  |     |
| Aki Basho 1990    |               | non attribué  |     |
| Kyûshû Basho 1990 | Sekiwake      | Kotonishiki   | 1er |
| Hatsu Basho 1991  | Sekiwake      | Kotonishiki   | 2e  |
| Haru Basho 1991   | Maegashira 13 | Takahanada    | 1er |
| Natsu Basho 1991  |               | non attribué  |     |
| Nagoya Basho 1991 | Komusubi      | Takahanada    | 2e  |
| Aki Basho 1991    | Maegashira 3  | Wakahanada    | 1er |
|                   | Maegashira 12 | Mienoumi      | 1er |
| Kyûshû Basho 1991 | Maegashira 9  | Mienoumi      | 2e  |
| Hatsu Basho 1992  | Maegashira 1  | Wakahanada    | 2e  |
|                   | Maegashira 2  | Takahanada    | 3e  |
| Haru Basho 1992   | Komusubi      | Tochinowaka   | 1er |
| Natsu Basho 1992  | Maegashira 7  | Wakahanada    | 3e  |
| Nagoya Basho 1992 | Komusubi      | Musashimaru   | 1er |
| Aki Basho 1992    |               | non attribué  |     |
| Kyûshû Basho 1992 | Komusubi      | Kotonishiki   | 3e  |
| Hatsu Basho 1993  | Maegashira 3  | Wakahanada    | 4e  |
| Haru Basho 1993   | Komusubi      | Wakahanada    | 5e  |
| Natsu Basho 1993  | Maegashira 6  | Takatoriki    | 1er |
| Nagoya Basho 1993 | Sekiwake      | Wakanohana    | 6e  |
| Aki Basho 1993    | Maegashira 10 | Tomonohana    | 1er |
|                   | Maegashira 14 | Mienoumi      | 3e  |
| Kyûshû Basho 1993 | Maegashira 2  | Tomonohana    | 2e  |
| Hatsu Basho 1994  | Sekiwake      | Musashimaru   | 2e  |
| Haru Basho 1994   | Sekiwake      | Kotonishiki   | 4e  |
|                   | Maegashira 6  | Oginishiki    | 1er |
| Natsu Basho 1994  | Maegashira 12 | Mienoumi      | 4e  |
| Nagoya Basho 1994 | Maegashira 4  | Mienoumi      | 5e  |
| Aki Basho 1994    |               | non attribué  |     |
| Kyûshû Basho 1994 |               | non attribué  |     |
| Hatsu Basho 1995  |               | non attribué  |     |
| Haru Basho 1995   |               | non attribué  |     |
| Natsu Basho 1995  |               | non attribué  |     |
| Nagoya Basho 1995 | Sekiwake      | Musoyama      | 1er |
| Aki Basho 1995    | Komusubi      | Kotonishiki   | 5e  |
| Kyûshû Basho 1995 | Maegashira 1  | Tosanoumi     | 1er |
| Hatsu Basho 1996  |               | non attribué  |     |
| Haru Basho 1996   | Sekiwake      | Musoyama      | 2e  |
| Natsu Basho 1996  | Maegashira 6  | Tamakasuga    | 1er |
| Nagoya Basho 1996 |               | non attribué  |     |
| Aki Basho 1996    | Komusubi      | Kotonishiki   | 6e  |
| Kyûshû Basho 1996 |               | non attribué  |     |
| Hatsu Basho 1997  | Maegashira 3  | Kyokushuzan   | 1er |
| Haru Basho 1997   | Maegashira 13 | Dejima        | 1er |
| Natsu Basho 1997  | Maegashira 5  | Oginishiki    | 2e  |
| Nagoya Basho 1997 | Komusubi      | Tochiazuma    | 1er |
| Aki Basho 1997    | Sekiwake      | Tochiazuma    | 2e  |
|                   | Maegashira 2  | Dejima        | 2e  |
| Kyûshû Basho 1997 |               | non attribué  |     |
| Hatsu Basho 1998  | Komusubi      | Kotonishiki   | 7e  |
| Haru Basho 1998   | Maegashira 1  | Chiyotaikai   | 1er |
| Natsu Basho 1998  | Komusubi      | Akinoshima    | 2e  |
| Nagoya Basho 1998 | Sekiwake      | Chiyotaikai   | 2e  |
| Aki Basho 1998    | Sekiwake      | Chiyotaikai   | 3e  |
| Kyûshû Basho 1998 | Maegashira 1  | Tochiazuma    | 3e  |
| Hatsu Basho 1999  | Maegashira 3  | Akinoshima    | 3e  |
| Haru Basho 1999   |               | non attribué  |     |
| Natsu Basho 1999  | Maegashira 10 | Wakanosato    | 1er |
| Nagoya Basho 1999 | Sekiwake      | Dejima        | 3e  |
| Aki Basho 1999    | Maegashira 3  | Akinoshima    | 4e  |
| Kyûshû Basho 1999 | Sekiwake      | Tochiazuma    | 4e  |
| Hatsu Basho 2000  | Sekiwake      | Musoyama      | 3e  |
| Haru Basho 2000   | Sekiwake      | Musoyama      | 4e  |
| Natsu Basho 2000  | Maegashira 12 | Tochinohana   | 1er |
| Nagoya Basho 2000 | Sekiwake      | Tochiazuma    | 5e  |
| Aki Basho 2000    | Maegashira 2  | Hayateumi     | 1er |
|                   | Maegashira 7  | Tochinohana   | 2e  |
| Kyûshû Basho 2000 | Maegashira 9  | Kotomitsuki   | 1er |
| Hatsu Basho 2001  | Komusubi      | Tochinonada   | 1er |
| Haru Basho 2001   | Maegashira 3  | Kotomitsuki   | 2e  |
| Natsu Basho 2001  | Komusubi      | Kotomitsuki   | 3e  |
| Nagoya Basho 2001 | Sekiwake      | Tochiazuma    | 6e  |
|                   | Maegashira 13 | Tokitsuumi    | 1er |
| Aki Basho 2001    | Maegashira 2  | Kotomitsuki   | 4e  |
|                   | Maegashira 4  | Kaiho         | 1er |
| Kyûshû Basho 2001 | Sekiwake      | Tochiazuma    | 7e  |
| Hatsu Basho 2002  | Sekiwake      | Kotomitsuki   | 5e  |
|                   | Maegashira 11 | Tokitsuumi    | 2e  |
| Haru Basho 2002   | Maegashira 6  | Aminishiki    | 1er |
| Natsu Basho 2002  | Maegashira 10 | Kyokushuzan   | 2e  |
| Nagoya Basho 2002 | Maegashira 2  | Takamisakari  | 1er |
| Aki Basho 2002    |               | non attribué  |     |
| Kyûshû Basho 2002 |               | non attribué  |     |
| Hatsu Basho 2003  |               | non attribué  |     |
| Haru Basho 2003   | Maegashira 2  | Takamisakari  | 2e  |
| Natsu Basho 2003  | Maegashira 7  | Aminishiki    | 2e  |
| Nagoya Basho 2003 | Maegashira 7  | Tokitsuumi    | 3e  |
| Aki Basho 2003    | Maegashira 5  | Iwakiyama     | 1er |
| Kyûshû Basho 2003 |               | non attribué  |     |
| Hatsu Basho 2004  | Maegashira 5  | Kakizoe       | 1er |
| Haru Basho 2004   | Maegashira 12 | Asasekiryu    | 1er |
| Natsu Basho 2004  | Maegashira 5  | Tamanoshima   | 1er |
| Nagoya Basho 2004 |               | non attribué  |     |
| Aki Basho 2004    |               | non attribué  |     |
| Kyûshû Basho 2004 | Sekiwake      | Wakanosato    | 2e  |
| Hatsu Basho 2005  | Komusubi      | Hakuho        | 1er |
| Haru Basho 2005   | Maegashira 10 | Kaiho         | 2e  |
|                   | Maegashira 11 | Ama           | 1er |
| Natsu Basho 2005  | Komusubi      | Kotomitsuki   | 6e  |
| Nagoya Basho 2005 | Maegashira 3  | Futeno        | 1er |
| Aki Basho 2005    |               | non attribué  |     |
| Kyûshû Basho 2005 | Maegashira 7  | Tokitenku     | 1er |
| Hatsu Basho 2006  | Maegashira 14 | Tokitsuumi    | 4e  |
| Haru Basho 2006   | Sekiwake      | Hakuho        | 2e  |
|                   | Maegashira 2  | Ama           | 2e  |
| Natsu Basho 2006  | Sekiwake      | Miyabiyama    | 1er |
| Nagoya Basho 2006 | Maegashira 12 | Takakasuga    | 2e  |
| Aki Basho 2006    | Maegashira 3  | Aminishiki    | 3e  |
| Kyûshû Basho 2006 | Maegashira 11 | Homasho       | 1er |
|                   | Maegashira 2  | Kotoshogiku   | 1er |
| Hatsu Basho 2007  | Maegashira 9  | Toyonoshima   | 1er |
| Haru Basho 2007   | Maegashira 5  | Homasho       | 2e  |
| Natsu Basho 2007  | Maegashira 8  | Asasekiryu    | 2e  |
| Nagoya Basho 2007 | Sekiwake      | Kotomitsuki   | 7e  |
| Aki Basho 2007    |               | non attribué  |     |
| Kyûshû Basho 2007 | Komusubi      | Kotoshogiku   | 2e  |
| Hatsu Basho 2008  | Maegashira 8  | Kakuryu       | 1er |
| Haru Basho 2008   | Maegashira 12 | Tochiozan     | 1er |
| Natsu Basho 2008  | Sekiwake      | Ama           | 3e  |
| Nagoya Basho 2008 | Sekiwake      | Ama           | 4e  |
| Aki Basho 2008    |               | non attribué  |     |
| Kyûshû Basho 2008 | Sekiwake      | Ama           | 5e  |
| Hatsu Basho 2009  | Maegashira 3  | Goeido        | 1er |
| Haru Basho 2009   | Maegashira 1  | Kakuryu       | 2e  |
| Natsu Basho 2009  | Komusubi      | Kakuryu       | 3e  |

## Référence
(en + hu) Liste des vainqueurs de sanshô